# Psechrus tingpingensis
Psechrus tingpingensis is een spinnensoort in de taxonomische indeling van de Psechridae.
Het dier behoort tot het geslacht Psechrus. De wetenschappelijke naam van de soort werd voor het eerst geldig gepubliceerd in 1985 door Yin, Wang & Zhang.

## Synoniemen
- Psechrus xinping Chen, 2002